# Ммьюзи Мейман
Ммьюзи Мейман (африк. Mmusi Maimane) — южноафриканский политик, лидер партии Демократический альянс (2015—2019), лидер оппозиции в парламенте ЮАР (2015—2019).

## Биография
Ммьюзи Мейман родился 6 июня 1980 года в городе Крюгерсдорп. Мейман вырос в Соуэто. Окончил Университет Южной Африки (бакалавр психологии), Университет Витватерсранда (магистр в области государственного управления) и Бангорский университет (магистр богословия). На VI федеральном конгрессе Демократического альянса в Порт-Элизабет 10 мая 2015 года избран председателем партии. В 2019 г. ушёл в отставку. его сменил Джон Стенхёйзен (John Steenhuisen), сначала как и. о. председателя, а с ноября 2020 г. как председатель партии.

## Личная жизнь
Женат на Натали Майман (с 2005 года). У четы двое детей.